# Osul semilunar

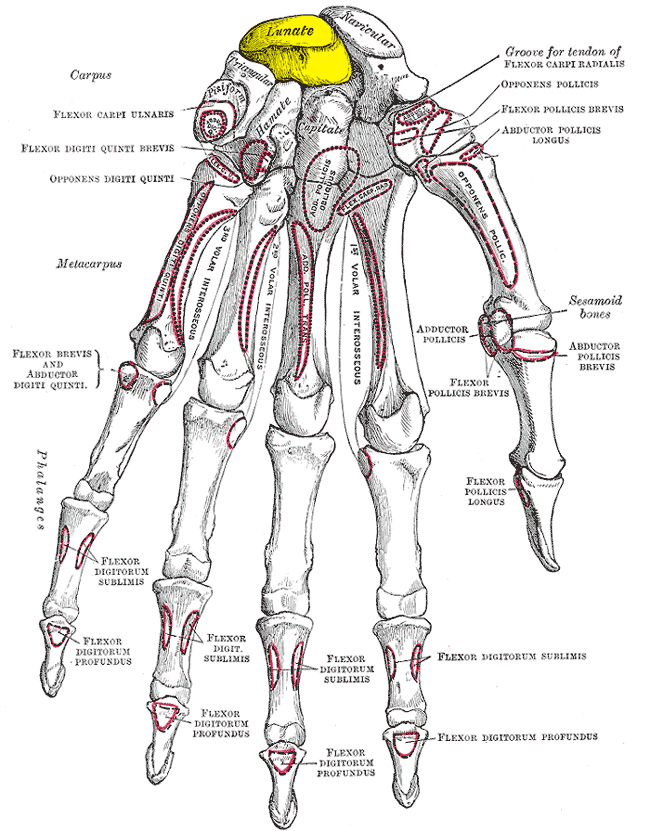
Semilunarul (în galben) văzut pe fața palmară (anterioară) a mâinii stângi

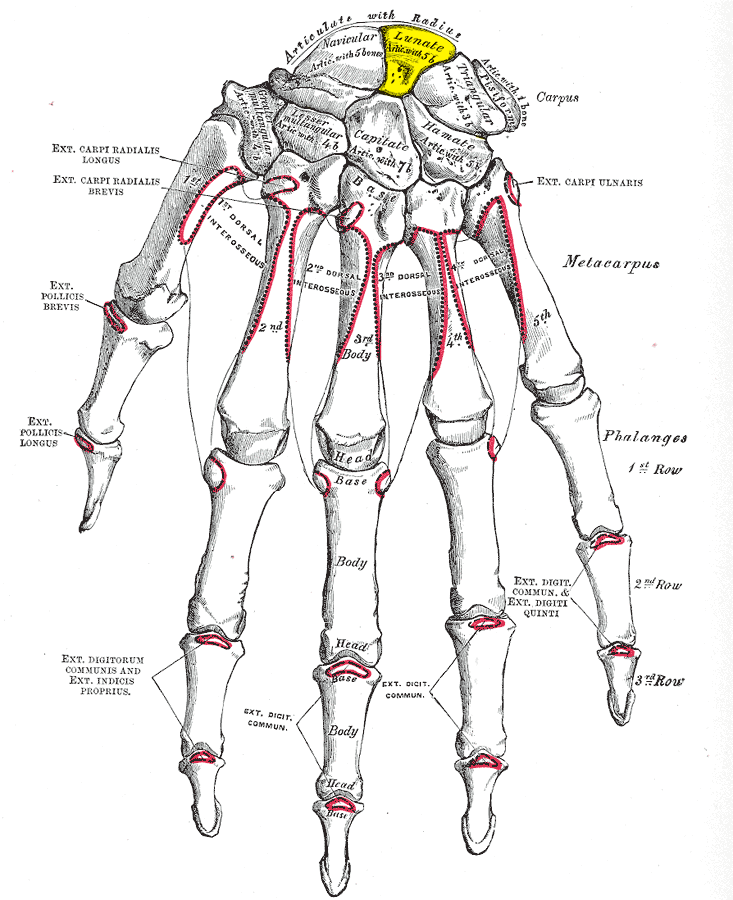
Semilunarul (în galben) văzut pe fața dorsală (posterioară) a mâinii stângi

Semilunarul sau osul semilunar (Os lunatum) este al doilea os, dinafară înăuntru, dintre cele 4 oase ale primului rând (antebrahial) de oase carpiene, situat medial de scafoid. Are o formă semilunară (de unde și numele).
Prezintă 6 fețe: superioară, inferioară, medială, laterală, palmară și dorsală.
- Fața superioară (proximală) este articulară și convexă. Ea se articulează cu fața articulară carpiană a radiusului (Facies articularis carpi radii).
- Fața inferioară (distală) este concavă. Inferior are o față articulară concavă care se articulează cu osul capitat (Os capitatum), iar medial de aceasta o fațetă articulară mai strâmtă, care se articulează cu osul cu cârlig (Os hamatum).
- Fața laterală (radială) are o față articulară care se articulează cu scafoidul (Os scaphoideum).
- Fața medială (ulnară) se articulează cu piramidalul (Os triquetrum).
- Fața palmară (anterioară) nearticulară este rugoasă, neregulată și mai întinsă decât fața dorsală.
- Fața dorsală (posterioară) nearticulară este rugoasă, neregulată.

Fața palmară și fața dorsală prezintă numeroase orificii vasculare.